# Сулковський Йосип Юліанович
Йо́сип Юліа́нович Сулко́вський (31 березня 1856 — 1917, Кам'янець-Подільський) — український краєзнавець, священик.

## Біографічні відомості
Народився в родині о. Юліана Сулковського, священика містечка Віньківці Ушицького повіту Подільської губернії.
Навчався у Подільській духовній семінарії у 1871–1877 роках. Рукоположений єпископом Маркелом Попелем у священики 2 липня 1879 року. Член Подільського церковного історико-археологічного товариства від 1887 року.
Душпастирював у селі Ізраїлівка Могилівського повіту (нині Могилів-Подільський район Вінницької області) (1879–1881), згодом, у 1881–1892 роках — у селі Субіч Ушицького повіту Подільської губернії (нині Кам'янець-Подільського району Хмельницької області), від 1892 року — в Кам'янці-Подільському. Тут служив у тюремній Святомиколаївській церкві, від 1904 року — настоятель Георгіївської церкви на Польських фільварках. Паралельно вчителював у Кам'янецькому двокласному міському училищі, Польсько-фільварецькому однокласному жіночому училищі, на Кам'янецьких педагогічних курсах, належав до правління Подільської духовної семінарії.
У «Подольских епархиальных ведомостях» публікував краєзнавчі нариси про села Ушицького повіту: Субіч (1887), Китайгород (1889).
Передав багато старожитностей Кам'янець-Подільському давньосховищу (нині Кам'янець-Подільський державний історичний музей-заповідник).
Батько вчительки, випускниці 1902 року Кам'янець-Подільської Маріїнської жіночої гімназії Зінаїди Сулковської (народилася 21 квітня (3 травня) 1885 року — померла 12 липня 1933 року) — дружини поета Володимира Свідзинського. Син Борис був полковником армії УНР.